# Obelus despreauxii
Obelus despreauxii is een slakkensoort uit de familie van de Cochlicellidae. De wetenschappelijke naam van de soort werd voor het eerst geldig gepubliceerd in 1839 door Alcide d'Orbigny.